# 欽ちゃんのこれが1番!!
『欽ちゃんのこれが1番!!』（きんちゃんのこれがいちばん）は、1977年10月16日から1979年2月25日までTBS系列で放送されていたTBS製作のトークバラエティ番組である。三菱電機の一社提供。放送時間は毎週日曜19:30 - 20:00 （日本標準時）。

## 概要
前番組『欽ちゃんの向こう三軒両隣』から引き続き萩本欽一が司会を務めた。番組には毎回3組の一般参加者と1組のゲストが出演し、それぞれが宝物にしているものを披露。そして、それらにまつわる人間ドラマやエピソードを語っていた。第1回のゲストは斎藤こず恵で、宝物はバレーシューズとセキセイインコだった。
1978年8月27日には、裏で日本テレビの『24時間テレビ 「愛は地球を救う」』第1回が放送されていた。萩本は『24時間テレビ』の総合司会者も務めていたが、本番組の放送時間は同特番のグランドフィナーレに差し掛かっていたこともあり、萩本は本番組にも通常通りに出演した。

## 参考資料
- 毎日新聞縮刷版[どれ?][要ページ番号]

| TBS 日曜19:30枠 （三菱電機の一社提供）                      | TBS 日曜19:30枠 （三菱電機の一社提供）                   | TBS 日曜19:30枠 （三菱電機の一社提供）             |
| 前番組                                                      | 番組名                                                   | 次番組                                             |
| ----------------------------------------------------------- | -------------------------------------------------------- | -------------------------------------------------- |
| 欽ちゃんの向こう三軒両隣 （1976年10月17日 - 1977年9月25日） | 欽ちゃんのこれが1番!! （1977年10月16日 - 1979年2月25日） | チェック&チェック （1979年3月4日 - 1980年9月28日） |